# Полубинский, Иван Васильевич
Князь Иван Васильевич Полубинский (ум. май 1558) — государственный деятель Великого княжества Литовского, староста мстиславский (1550—1558).

## Биография
Представитель литовского княжеского рода Полубинских герба «Ястржембец». Старший сын маршалка господарского и старосты мстиславского, князя Василия Андреевича Полубинского (ум. 1550), от первого брака с княжной Оксиньей Ивановной Заславской (ум. 1547).
В 1533 году князь Иван Полубинский женился на Раине Коптевне, дочери маршалка и писаря господарского Копота Васильевича и княжны Марии Константиновны Крошинской. В качестве приданого жена принесла ему имения Ополе и Русилы, из-за которых он в 1541 году участвовал в тяжбе со своим шурином Фёдором Копотом. В 1547 году он отписал имущество своим отцу и мачехе.
В 1549 году князь Иван Васильевич Полубинский участвовал в тяжбе с Григорием Григорьевичем Остиком, владельцем части тетеринской усадьбы. Они судились из-за трёх деревень, захваченных и присоединенных к его усадьбе. Князь И. В. Полубинский утверждал, что его отец Василий Полубинский получил их в наследство от своей матери через князя Михаила Мстиславского и владел ими более 60 лет.
В 1550 году после смерти своего отца Иван Васильевич Полубинский унаследовал должность старосты мстиславского. В 1551 году его вызывали на суд Григорий Маркович Волович, обвиняя в захвате усадьбе Ясенка (и присоединении её к владениям Городище), которую его отец, князь Василий Полубинский, отписал Воловичу в вечное владение в оплату долга в сумме 200 коп литовских грошей. В то же время вел тяжбу с князем Дмитрием Фёдоровичем Сангушко о наезде на имение Яблочня, а в 1552 году заключил с ним соглашение об имуществе, которое его отец Василий Полубинский отписал своей внучке Марии Львовне Полубинской.
В мае 1558 года староста мстиславский, князь Иван Васильевич Полубинский, написал завещание, в котором, из причитающейся ему части владений, которые ещё не поделил со своей племянницей Мариной Львовной Полубинской, женой Ивана Копота, находящихся в усадьбах Городище, Россош, Яблонь, Ясенье, Витулин и др., он отдает третью часть и 2000 коп литовских грошей от двух других частей во владение своей жене Раине Копот, для раздела с племянницей Мариной Львовной Полубинской и двоюродными братьями — сыновьями умершего князя Ивана Андреевича Полубинского. Суммы от усадьбы Глубокое, которое его мать получила в наследство от своего первого мужа Сируты, он отписал своим двоюродным братьям — князья Андрею, Александру, Михаилу, Фёдору и Ивану Ивановичам Полубинским.
В мае того же года князь Иван Васильевич Полубинский скончался.